# Torre de les Aigües de Dos Rius
La Torre de les Aigües de Dos Rius o del Tibidabo és un edifici industrial situat a la part alta de la muntanya del Tibidabo de Barcelona, catalogat com a bé cultural d'interès local.

## Història
Va ser projectada per l'arquitecte Josep Amargós per a emmagatzemar i bombar les aigües de Dosrius al parc d'Atraccions i a les torres residencials. Va guanyar el primer premi del concurs Anual d'edificis artístics del 1905 i va ser el primer edifici visible a la silueta del Tibidabo des de baix. Dos anys més tard es va construir l'Observatori Fabra.

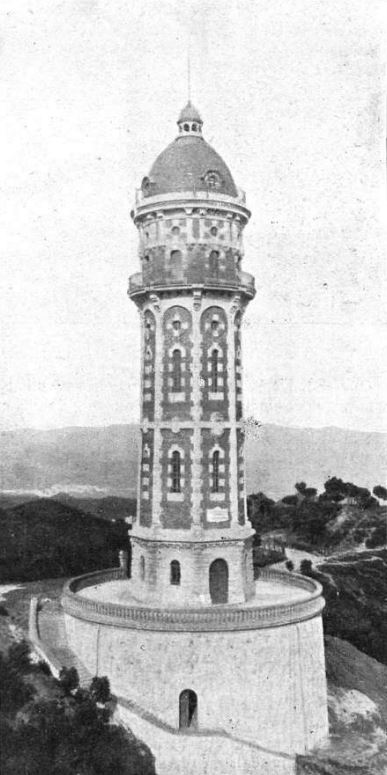
Any 1911

## Descripció
Torre de planta octogonal de 53 m d'alçada i 10 m de diàmetre situada sobre un gran pedestal cilíndric. Cconstruïda amb maó vist i pedra natural amb un dels primers ascensors elèctrics a l'interior. Després del pedestal, hi ha tres cossos; el superior té dos miradors amb barana de ferro forjat i una cúpula. Al cos principal i inferior es repeteix el mateix motiu decoratiu amb petites variacions: a la part inferior vuit petites obertures amb arc de mig punt estan emmarcades als laterals per pilastres i a sobre per una cornisa; al nivell superior les finestres tenen un ull de bou a dalt i dos arcs de mig punt cecs sustentats per les pilastres adossades que tanquen tot el conjunt.